# Championnats d'Europe de beach-volley 2008
 (janvier 2025).
Si vous disposez d'ouvrages ou d'articles de référence ou si vous connaissez des sites web de qualité traitant du thème abordé ici, merci de compléter l'article en donnant les références utiles à sa vérifiabilité et en les liant à la section « Notes et références ».
Navigation
Édition précédente Édition suivante
Les championnats d'Europe de beach-volley 2008, seizième édition des championnats d'Europe de beach-volley, ont eu lieu du 10 au 13 juillet 2008 à Hambourg, en Allemagne. Ils ont été remportés par les Néerlandais Reinder Nummerdor et Richard Schuil chez les hommes et par les Allemandes Sara Goller et Laura Ludwig chez les femmes.